# Police Nr. 1111
Police Nr. 1111 ist ein stummer deutscher Kriminalfilm von Harry Piel aus dem Jahre 1915 mit Fritz Kortner in der Hauptrolle.

## Handlung
Der wohlhabende Sportsmann Baron von Bode plant, seinen anstehenden Urlaub in den Hochalpen zu verbringen. Ehe er auf Wander- und Klettertour in die Berge abreist, schließt er jedoch eine Lebensversicherung in Höhe von einer Million Franken ab. Unterwegs mit seinem Auto gelingt es ihm, der Baronin Lucie Ruß das Leben zu retten. Doch diese einschneidende Begegnung hat unabsehbare Folgen für den Alpen-Urlauber. Ab sofort geschehen in seinem Umfeld merkwürdige Dinge: so wird beispielsweise seine Versicherungspolice mit der Nummer 1111 gestohlen. Von seinem alpinen Domizil aus gibt Baron Bode dem Berliner Detektiv Voß den Auftrag, nach der Police und dem Dieb zu fahnden.
Voß nimmt die Spur auf und kommt bald einem Verdächtigen auf die Schliche. Im Urlaubsort Baron von Bodes verkleiden sich Detektiv Voß und seine Assistentin Lotte Alsen als Ehepaar, um die verdächtigte Person alsbald zu überführen. Die Dinge nehmen einen dramatischen Verlauf, als Baron von Bode in den Bergen mehrfach verunglückt. Doch jedes Mal überlebt er die mysteriösen Anschläge. Die beiden Detektive befinden sich derweil auf einer falschen Spur, ihr Verdächtiger entpuppt sich als Versicherungsagent, der dem Baron (schon aus rein beruflichem Interesse) mehrmals das Leben gerettet hat. Hinter den Anschlägen steckt vielmehr jene ominöse Baronin Ruß.

## Produktionsnotizen
Police Nr. 1111 entstand im August 1915 im Messter-Atelier in der Blücherstraße Nr. 32. Die Außenaufnahmen wurden in Berlin (Hochbahn, Grunewald, Tiergarten) sowie am Eibsee, in der Höllentalklamm und den Rüdersdorfer Kalksteinbrüchen gedreht. Nach der Zensurprüfung wurde der dreiaktige Film durch die Polizei Berlin unter der Nr. 15.46 für die Jugend verboten. Die Polizei München verbot unter den Zensur-Nrn. 10236, 19237 u. 19238 eine Ankündigung als Detektivfilm.
Die Reichsfilmzensur Berlin bestätigte am 28. April 1923 das Jugendverbot unter der Nr. 7181.
Die Uraufführung von Police Nr. 1111 fand im Dezember 1915 im Mozartsaal zu Berlin statt.
Diese Produktion war einer der ersten Filme Fritz Kortners, und auch Kurt Vespermann, der 1915 gleich dreimal Kortners Filmpartner war, spielte hier eine seiner ersten Filmrollen. Weitere Piel-Filme mit Kortner waren Das Geheimnis von D 14, Im Banne der Vergangenheit und Manya, die Türkin.
Der Film wird Der Film Nr. 13, 1916 erwähnt und ist registriert bei Birett, Verzeichnis in Deutschland gelaufener Filme (München) Nr. 221, 1915 und (München) No. 544, 1915.

„In seinem vierten und letzten Film der Serie mit Fritz Kortner, POLICE NR. 1111 (für die Messter – Film gedreht), kehrt Piel noch einmal zu dem alten Kelly-Brown-Stil zurück : Tempo, Verfolgungsjagd, Sensationen, Verkleidungen, Brutalität. Und erneut sorgt eine hübsche Detektivassistentin in Männerkleidung für die erotische Note […].“

Anmerkung: die bei der Murnau-Stiftung angegebene (kürzere) Spieldauer von 38 Minuten ist bei Tonfilmgeschwindigkeit (24 BpS) gemessen. Mit den um 1913 üblichen 16 BpS vorgeführt liefe der Film rund 56 Minuten.